# 堤角站

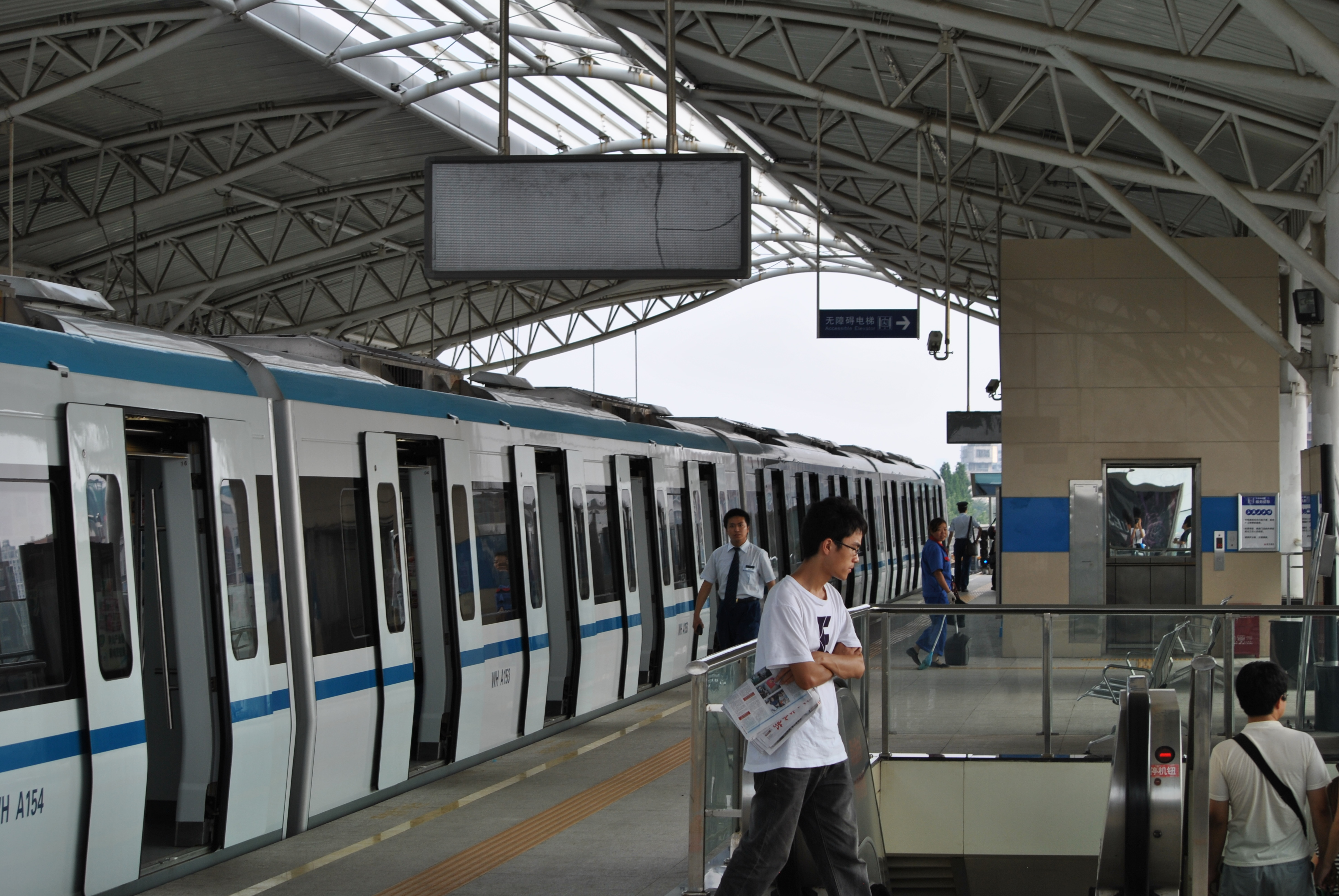

堤角站位于中华人民共和国湖北省武汉市江岸区解放大道与堤边路交叉口，顺解放大道布置，是武汉地铁1号线的地铁车站，在北延線開通前是其北面的終點站。

## 車站結構
车站为高架三层侧式站台，地面为解放大道主干道，上二层为车站站厅房屋，站前设折返线。

### 楼层分布
| 地上三层 | 侧式站台，右侧开门 | 侧式站台，右侧开门                           | 侧式站台，右侧开门 | 侧式站台，右侧开门 |
|          |                    | █ 1号线 往径河（新荣）                       |                    |                    |
|          |                    | █ 1号线 往汉口北（滕子岗）                   |                    |                    |
|          | 侧式站台，右侧开门 |                                              |                    |                    |
| 地上二层 | 站厅               | 售票机、客服中心、洗手间（付费区）、聯外天橋 |                    |                    |
| 地面     |                    | 出入口                                       |                    |                    |

### 车站出口
|                                                 |      |      |  |
| 出口編號                                        | 設施 | 照片 |  |
| A                                               |      |      |  |
| B                                               |      |      |  |
| C                                               |      |      |  |
| 注： 設有升降機 \| 設有輪椅升降台 \| 設有洗手間 |      |      |  |

## 历史
堤角站是武汉地铁1号线二期工程的站点之一。2010年7月29日正式开通运营。

### 北延線

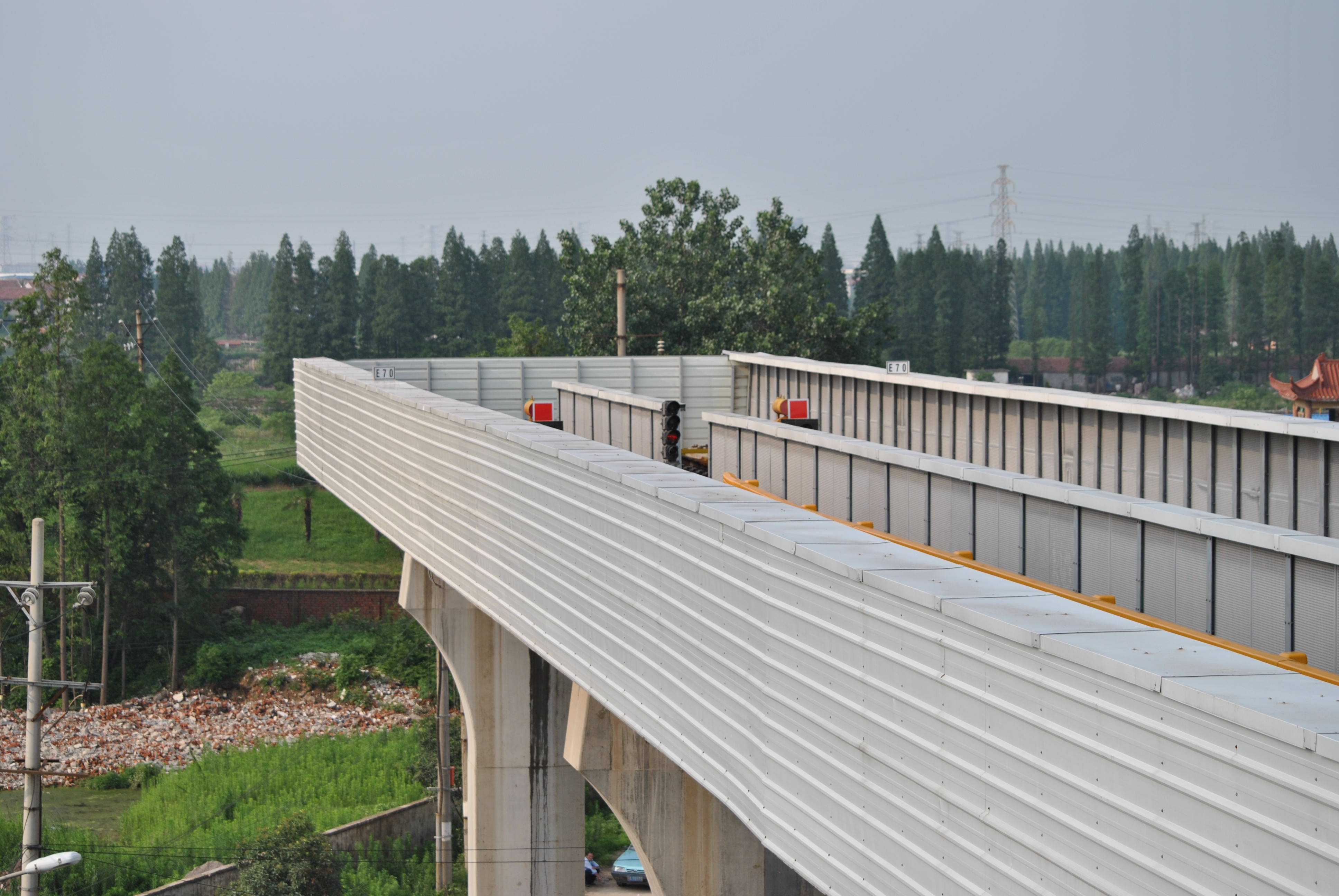
列車調度軌（已消失）

武汉地铁一号线计划将来从东北侧的堤角继续延长至汉口北批发市场，现在该项目已正式动工。该工程总投资为23.61亿元，由黄陂区出资、武汉地铁集团负责建设，预计将于2013年建成通车。工程起点位于武汉地铁1号线东段终点堤角站，线路总长5.695公里，至黄陂巨龙大道北侧设汉口北站，线路均为高架。具体线路走向为：由汉口堤角向东，上跨张公堤，沿汉口解放大道北延长线向北，之后线路偏出解放大道，跨过朱家河和三环线后，线路西偏，跨过汉北河，沿规划中的泵站河西侧前行，至巨龙大道后设汉口北站。同时，在巨龙大道北侧设停车场1处。2014年5月28日通車。

## 转乘线路

### 公汽
211路、212路、253路、234路、232路、509路

## 邻近地区
堤角公园

### 内部链接
- 武汉地铁车站列表